# Трамвай «Желание»
«Трамва́й „Жела́ние“» (англ. A Streetcar Named Desire, правильнее  «Трамвай, называемый Желание») — одна из самых известных пьес Теннесси Уильямса, закончена в 1947 году. За эту пьесу Уильямс был удостоен Пулитцеровской премии (1948), а в 1952 году выдвигался на соискание премии «Оскар» как автор сценария к  киноадаптации 1951 года с Вивьен Ли и Марлоном Брандо в главных ролях.

## История создания
33-летний Уильямс начал писать пьесу зимой 1944—1945 годов в Чикаго. Затем драматург переехал в Новый Орлеан (там и происходит действие пьесы и там в 1947 году действительно ходил трамвай по маршруту, названному «Желание»), где продолжал писать. Летом 1946 года прочёл первый вариант пьесы своим друзьям — Марго Джонс (помощнице режиссёра при постановке пьесы «Стеклянный зверинец») и её приятельнице. Пьесу назвал «Вечер за покером».
Летом 1947 года Уильямс вновь переехал — на сей раз в Нью-Йорк, где познакомился с режиссёром Элиа Казаном и вместе с ним начал активно искать актёров для постановки пьесы.
Премьера «Трамвая „Желание“» состоялась в театре «Этель Барримор» в Нью-Йорке 3 декабря 1947 года. Роль Стэнли Ковальски сыграл 23-летний Марлон Брандо, Бланш — 38-летняя Джессика Тэнди, Стеллы — Ким Хантер, Митча — Карл Молден.

## Персонажи
- Бланш Дюбуа
- Стелла — её сестра
- Стэнли Ковальски — муж Стеллы
- Харольд «Митч» Митчелл
- Юнис Хаббел
- Стив Хаббел
- Пабло Гонсалес
- Негритянка
- Врач
- Надзирательница

Стэнли (И. М. Баголей) и Бланш (Э. И. Данилина). Спектакль Саратовского академического театра драмы

- Молодой человек — агент по переписке
- Мексиканка
- Разносчик
- Прохожий
- Матрос

## Сюжет
Бланш Дюбуа, увядающая, но всё ещё привлекательная бывшая учительница английского языка, приезжает в Новый Орлеан к сестре Стелле, живущей с мужем Стэнли Ковальски в бедном промышленном районе. Бланш осталась без работы и без средств к существованию. Хотя беременная Стелла рада появлению сестры, Стэнли относится к Бланш настороженно, а впоследствии и враждебно. Воспитанная в образованной семье, Бланш стремится окружить себя подобием красоты и имитацией роскоши и оказывается в жёстком конфликте со Стэнли — рабочим из пролетариата, который не принимает её культурных манер, фантазий, и которого раздражает её поведение.
Стелла невероятно рада видеть Бланш, но недовольна тем, как принял её Стэнли. Он и Бланш оказываются полной противоположностью друг друга: Стэнли — брутальный работяга, Бланш же — чувственная и сентиментальная женщина. Стэнли и Бланш всё чаще конфликтуют друг с другом. Бланш позволяет себе высказывать свои мысли о нем, как о неотесанном и примитивном животном, и своей сестре Стелле. Стелла оказывается между двух огней, она пытается защитить сестру, поэтому ей достаётся от Стэнли, несмотря на беременность: после его рукоприкладства Стелла сбегает к соседям, но возвращается к любимому мужу.
Во время очередных мужских посиделок за партией в покер Бланш знакомится с близким другом Стэнли, Гарольдом «Митчем» Митчеллом. Сражённый красотой и притворной простотой Бланш, он начинает ухаживать за ней. На свидании она рассказывает ему, что уже была замужем и тот брак оставил шрамы в её душе, так как супруг покончил из-за неё с собой, не выдержав её упрёков и оскорблений.
Всё идёт к свадьбе Митча и Бланш, но вскрывается истина о Бланш: Стэнли выясняет, что Бланш была уволена с работы из-за бурного романа с 17-летним учеником, а в родном городе её не воспринимают всерьёз по причине её недолгих интрижек с мужчинами. Стэнли рассказывает об этом и супруге, и Митчу, который теперь, по его словам, «не собирается прыгать в аквариум, полный акул».
Стэнли отвозит рожающую Стеллу в госпиталь, а по возвращении сталкивается с Бланш. Та заявляет ему очередные выдумки, что получила телеграмму от давнего богатого поклонника и собирается в круиз по Карибам на яхте. В отсутствие Стеллы Стэнли насилует Бланш. Не выдержав очередного удара судьбы и не сумев справиться с эмоциями, Бланш сходит с ума.
Вскоре после рождения ребёнка Стэнли вызывает психиатров для помещения Бланш в психиатрическую больницу. Бланш вначале полагает, что за ней приехал её богатый поклонник (Стелла и её соседка Юнис поддерживают Бланш в этом убеждении, стремясь скрыть от неё, что за ней прибыли из психиатрической больницы), но позже она, поняв, что это не так, вначале сопротивляется, а затем соглашается идти с доктором, зная, что выхода у неё нет. После этого доктор и надзирательница увозят её.
В финале оригинальной пьесы Стелла, опустошённая судьбой сестры, сначала переживает за Бланш, но постепенно успокаивается в объятиях Стэнли. В фильме финал другой: Стелла бунтует против такого обращения.

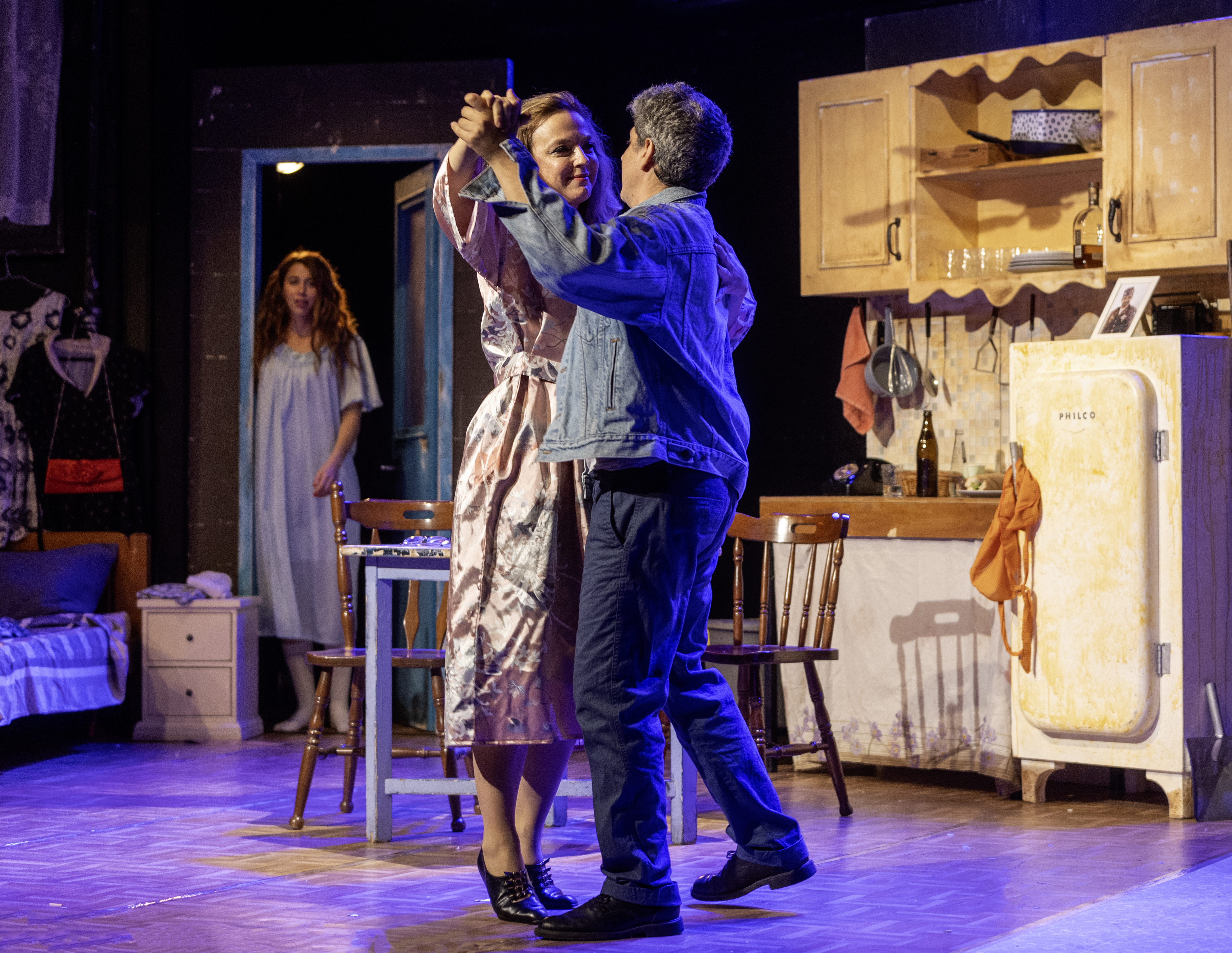
Трамвай «Желание». Спектакль в постановке израильского театра Цвата. 2024

## Экранизации
- Трамвай «Желание» (фильм, 1951), режиссёр Элиа Казан. 4 премии «Оскар» из 12 номинаций.
  - Вивьен Ли — Бланш Дюбуа
  - Марлон Брандо — Стэнли Ковальски
  - Ким Хантер — Стелла Ковальски
  - Карл Молден — Харольд «Митч» Митчелл
- Трамвай «Желание» (фильм, 1973), режиссёр Вениамин Битюцкий, экранизация спектакля Свердловского театра драмы
  - Бланш Дюбуа — Галина Умпелева
  - Стелла Ковальски — Тамара Приходько
  - Стэнли Ковальски — Юрий Васильев
  - Харольд «Митч» Митчелл — Вячеслав Мелехов
- Трамвай «Желание» (фильм, 1984)[англ.] — телефильм, режиссёр Джон Эрман.
- Трамвай «Желание» (фильм, 1995)[англ.] — телефильм, режиссёр Гленн Джордан.
  - Джессика Лэнг — Бланш Дюбуа
  - Алек Болдуин — Стэнли Ковальски
  - Дайан Лейн — Стелла Ковальски
  - Джон Гудмен — Харольд «Митч» Митчелл
- Сюжет пьесы упоминается во втором эпизоде четвёртого сезона мультсериала «Симпсоны» («Трамвай „Мардж“»).
- Трамвай «Желание» — опера, написанная Андре Превиным в 1995 году на либретто автора (премьера состоялась в Опере Сан-Франциско осенью 1998 года). Она быстро превратилась в одну из самых популярных современных опер. 
  - Бланш ДюБуа — Рене Флеминг
  - Стэнли Ковальски — Родни «Род» Гилфри
  - Стелла Ковальски — Элизабет Футрал
  - Гарольд «Митч» Митчелл — Энтони Дин Гриффи

## Театральные интерпретации
- Трамвай «Желание» (постановка, 1970), режиссёр Андрей Гончаров[2][3], Московский академический театр имени Владимира Маяковского
  - Бланш Дюбуа — Светлана Немоляева (изначально на эту роль планировалась Евгения Козырева)
  - Стелла Ковальски — Светлана Мизери (до 1980), (также эту роль репетировала Галина Яцкина), позже Надежда Бутырцева, Людмила Нильская
  - Стэнли Ковальски — Армен Джигарханян, Евгений Лазарев
  - Харольд «Митч» Митчелл — Игорь Охлупин, Игорь Сиренко
- Трамвай «Желание» (постановка, 1970), режиссёр Глеб Дроздов, Воронежский театр драмы
  - Бланш Дюбуа — Раиса Кириллова
  - Стелла Ковальски — Тамара Семёнова
  - Стэнли Ковальски — Юрий Васильев
  - Харольд «Митч» Митчелл — Анатолий Гладнев, Юрий Платонов
- Трамвай «Желание» (постановка, 1973), режиссёр Вениамин Битюцкий, Свердловский театр драмы
  - Бланш Дюбуа — Галина Умпелева, Людмила Крячун[4]
  - Стелла Ковальски — Тамара Приходько, позже Людмила Вериго
  - Стэнли Ковальски — Юрий Васильев
  - Харольд «Митч» Митчелл — Владимир Марченко, Вячеслав Мелехов
- Трамвай «Желание» (постановка, 2015), режиссёр Бенедикт Эндрюс.
  - Бланш Дюбуа — Джиллиан Ли Андерсон
  - Стелла Ковальски — Ванесса Кирби
  - Стэнли Ковальски — Бе́нджамин А. Фостер
  - Харольд «Митч» Митчелл — Кори Джонсон

- Трамвай "Желание" (постановка, 2015), режиссёр Михаил Бычков, Воронежский Камерный театр[5]
  - Бланш Дюбуа — Ирина Гринёва
  - Стелла Ковальски — Анастасия Новикова, Людмила Гуськова
  - Стэнли Ковальски — Андрей Новиков
  - Харольд «Митч» Митчелл — Василий Шумский